# Опсада Орлеана
Опсада Орлеана (1428—1429) означила је прекретницу у Стогодишњем рату између Енглеске и Француске. Енглеска је, почев од 1415. године, непрекидно јачала и до 1428. године достиже врхунац своје моћи у рату. Орлеан је заузимао кључан положај на реци Лоари и освајање је било неопходно за даљи наставак рата. Доласком Јованке Орлеанке дошло је до преокрета. Французи, охрабрени њеном самоувереношћу, предузимају деблокаду. Опсада је окончана 8. маја 1429. године победом француске војске.

## Увод
Стогодишњи рат отпочео је 1337. године када је енглески краљ Едвард III повео борбу за своја права на француски престо. Прва фаза рата завршена је споразумом у Бретањи-Калеу 1359. године у корист Енглеске. У новој фази рата (1369—1374) победу односи француски краљ Шарл V и осваја све територије које су изгубили његови претходници. Енглезима је остала само уска област између ушћа Лоаре и Пиринеја. Међутим, Шарлов наследник, Шарл VI био је душевно болестан те су током његове владавине Француском управљали Луј I Орлеански, краљев брат и бургундски војвода Јован II Неустрашиви. У Француској 1407. године, након убиства Луја од Орлеана, долази до грађанског рата у коме су се сукобиле странке Армањака (присталице војводе Орлеана) и странка Бургунђана. Бургунђани контролишу Париз до 1414. године када вођство преузимају Армањаци. Нови енглески краљ Хенри V обнавља Стогодишњи рат и наноси пораз Армањацима код Азенкура 1415. године. Пораз Армањака доводи до превласти Бургунђана, а Јованов наследник, Филип III Бургундски, склапа мир у Троу са Хенријем. Хенри је одређен за Шарловог наследника. Међутим, обојица краљева умиру 1422. године након чега је, у складу са одредбама споразума, обема државама завладао малолетни Хенри VI. Регенти малолетног краља постали су Хемфри од Глостера (над Енглеском) и Јован од Ланкастера, војвода Бедфорда (над Француском). Јован Бедфорд и Филип Бургундијски држали су највећи део северне Француске. Међутим, две трећине земље стале су на страну Шарловог сина, дофена Шарла.

### Орлеан у 15. веку
Град Орлеан налази се на реци Лоари у централној Француској. У време опсаде је био најсевернији град који је остао лојалан француској круни. Енглези и Бургунђани контролисали су све територије северно од Орлеана укључујући и Париз. Положај Орлеана био је веома значајан и представљао је прву препреку савезницима за напад на Шарлове територије. Као престоница војводства Орлеан, овај град је имао велики значај почетком 15. века. Војводе Орлеана биле су на челу политичке фракције Армањака која је одбацила уговор из Троа и подржала дофена Шарла. Шарло, војвода Орлеана, Лујев наследник, пао је у заробљеништво у бици код Азенкура. У складу са витешким правом, град се предао непријатељу без борбе те је имао право на блажи третман.

## Енглеска офанзива
Енглези и Бургунђани су уговором у Амијену (1423) обновили свој савез против дофена Шарла. Освајање Орлеана било је од кључног значаја не само за контролу реке Лоаре већ и за повезивање енглеских области на западу и бургундских области на истоку. Француски отпор био је углавном неуспешан све до победе код Монтаргиса. Французи нису искористили ову победу због унутрашњих сукоба између Артура III од Бретање и Жоржа Тремола, миљеника дофена Шарла. Средином 1428. године дошло је чак до борби међу самим Французима. Енглези су почетком године прикупили нове снаге од 2.700 људи под Томасом Монтакутом, грофом Солсберија. У савезу са бургундским војницима, војска која је кренула на дофена бројала је 10.000 људи. На састанку у пролеће 1428. године Јован од Ланкастера одређује правац кретања војске ка западу. Орлеан није био прва мета војводе Бедфорда јер напад на Орлеан, док је војвода у заробљеништву, није био у складу са витешким обичајима. Међутим, након доласка енглеских појачања под Солсбери (јул 1428) Јован од Ланкастера је променио мишљење. Између јула и октобра 1428. године гроф Солсберија успоставља власт над територијама око Рамбујеа и Шартра. Затим наставља југозападно ка Анжеу, али одатле изненада креће југоисточно ка Орлеану. Орлеан је одсечен и опкољен.

## Опсада
Опсада Орлеана отпочела је 12. октобра 1428. године. Артиљеријско бомбардовање отпочело је пет дана касније. Енглези нападају бастион 21. октобра, али их Французи одбијају засипајући их врелим уљем. Енглези након тога одустају од фронталног напада. Дана 26. новембра Томаса Монтакута, грофа Солсберија, погодило је топовско ђуле док је надгледао подизање опсадних кули. Енглеске акције заустављене су у наредним данима. Ерл је одведен у Меинг на опоравак, али је преминуо недељу дана касније. Бедфорд за новог команданта поставља Вилијама де ла Пола, првог војводу Сафока. Вилијам је опсео град одлучивши да га глађу примора на предају. До пролећа 1429. године Енглези подижу упоришта јужно и западно од града док је североисточни излаз из града остао отворен иако га је контролисала енглеска патрола.
Октобра 1428. године у Ришмонду и Ла Тремолусе предузимају припреме за деблокаду Орлеана. Шарл I Бурбонски, гроф Клермона, окупио је француско-шкотске снаге у Блоу ради деблокаде Орлеана. Шкотске снаге предводио је Џон Стјуарт Дарнлеј. Шарл и Џон напали су конвој који је из Париза превозио намирнице за енглеску војску. Предводио га је витез Џон Фастолф. У сукобу познатом као битка код Херингса (12. фебруар 1429) Енглези односе велику победу. Шарл се успео спасти, али је шкотски командант остао да лежи на бојном пољу. Фастолф је три дана касније стигао пред Орлеан. Дочекан је тријумфом енглеске војске.
Пораз је био тежак ударац за Французе. Жан од Орлеана и Шарл Бурбонски кривили су један другог за катастрофу што је обновило размирице из 1427. године. Шарл Бурбонски напушта бојиште и повлачи се на своје имање одбијајући да даље учествује у рату. Дофен Шарл почиње да разматра идеју да побегне у Шкотску и одрекне се власти. Жан од Орлеана је понудио Бедфорду предају и неутралност Орлеана у рату. Међутим, верујући да ће град убрзо пасти, Бедфорд је понуду одбио.

### Долазак Јованке Орлеанке
На сам дан битке код Херингса, млада француска сељанка, Јованка Орлеанка, заказала је састанак са Робертом од Бодрикура, на коме је изјавила да јој је Бог послао визије у којој јој налаже да деблокира Орлеан и крунише дофена Шарла у Ремсу за француског краља. Роберт ју је већ два пута одбијао, али је овога пута пристао и обезбедио јој пратњу до Шинона. Француском је кружило пророчанство да ће девојка у оклопу спасти државу од енглеске власти. Ова девојка доћи ће из Лорене где се и налазио Домреми ла Писел, родно место Јованке Орлеанке. Стога је Јованкин долазак пред Орлеан улио нову снагу у браниоце. Јованка је 6. марта стигла у Шинон где се састала са скептичним грофом Ла Тремола. Три дана касније упознала је дофена Шарла. Са 400 до 500 људи, Јованка је напустила Бло (27/28. април) и кренула ка Орлеану. Кретала се ка северу града. Након што се пробила кроз непријатељске снаге, Јованка је 29. априла, око осам часова преподне, тријумфално ушла у Орлеан. Дочекана је са много радости. Град је деблокиран убрзо након Јованкиног доласка. У наредним данима Јованка је повремено парадирала улицама Орлеана како би браниоцима подигла морал. Такође је Енглезима слала захтеве да напусте опсаду. Енглези су исмевали ове захтеве. Са Жаном од Орлеана Јованка је водила жучне расправе око тактике. Жан је напустио Орлеан како би довео појачања. Дана 5. маја, на Спасовдан, Јованка је позвала на напад на највеће енглеско утврђење, Сент Лорен. Међутим, француски команданти, знајући да је људима потребан одмор, одлучили су да дан проведу у миру. Током ноћи је ратни савет донео одлуку да је најбољи правац деловања ка јужном делу града где су енглеске снаге биле најслабије.

## Деблокада
Операција је отпочела у раним јутарњим сатима 6. маја. Французи су прешли реку и искрцали су се на острво Светог Агнана. Одатле су преко импровизованог понтонског моста започели искрцавање. Прозревши њихове намере, енглески командант Вилијам Гласдејл се са снагама учврстио у близини острва. Пре него што се читава војска искрцала, Јованка је наредила неопрезни напад на енглеска упоришта који се скоро претворио у катастрофу. Јованка се једва успела спасити. У нападу је рањена у ногу. Следећег дана, 7. маја, вођене су борбе око главне енглеске куле коју Французи успевају да освоје. Енглези су претрпели велике губитке. Скоро 1.000 Енглеза је убијено, а 600 заробљено. Ослобођено је 200 француских војника. Енглези су изгубили упоришта на јужној обали Лоаре.
Ујутро, 8. маја, енглеска војска на северној обали, под командом Вилијама де ла Пола и лорда Џона Талбота, постројена је у бојни ред на пољу у близини Светог Лорена. Француска војска под Жаном од Орлеана постројена је пред њима. Око сат времена две војске су стајале постројене једна према другој све док се Енглези нису одлучили на повлачење. Придружили су се другим енглеским јединицама у Божансију и Мејингу. Неки од француских команданата дошли су на идеју да гоне непријатеља, али је, наводно, Јованка спречила напад јер је била недеља.

## Последице
Енглези нису прихватили пораз. Иако су претрпели велике губитке и повлачење из Орлеана, околне области и окрузи и даље су били у њиховим рукама. Заиста, било је могуће да се Енглези реорганизују и наставе опсаду јер је и мост био поправљен. Јованка се 13. маја сусрела са дофеном Шарлом код Турса и известила га је о победи позивајући га на марш ка североисточној Шампањи, ка Ремсу где га је, према упутству које је добила у визијама, требало крунисати за краља. Француски команданти су, међутим, знали да најпре треба ослободити област око Орлеана. После низа кратких опсада ослобођени су Жаргу (12. јун), Мејинг (15. јун), Божанси (17. јун). Лоара је сада била под контролом дофена Шарла. У бици код Патаја (18. јун) Џон Талбот трпи страховит пораз од Француза. Сам Талбот је пао у заробљеништво. Дана 16. јула Јованка и дофен стижу пред Ремс. Следећег дана је дофен крунисан као Шарло VII.
Већ следеће, 1430. године, Јованка је пала у заробљеништво покушавајући да деблокира опседнути Компјењ. Бедфорд ју је предао инквизицији која ју је прогласила вештицом и осудила на спаљивање на ломачи. Араским миром из 1436. године Бургундија излази из рата. Бедфорд је одбио да потпише споразум те је рат настављен. Последња велика битка вођена је 1450. године код Формињија. Енглеска 1453. године излази из рата. Са Бургундијом се Шарлов наследник, Луј XI, обрачунао у тзв. Бургундским ратовима (1474—1479).

## Учесници опсаде
- Џон Талбот у бици код Кастијона
- Томас Монтакут са својом женом Елеонором Холандском
- Вилијам де ла Пол
- Жан од Орлеана
- Жан Брусе, Лувр, Париз
- Јованка Орлеанка, 1485.